# Ruhrgau

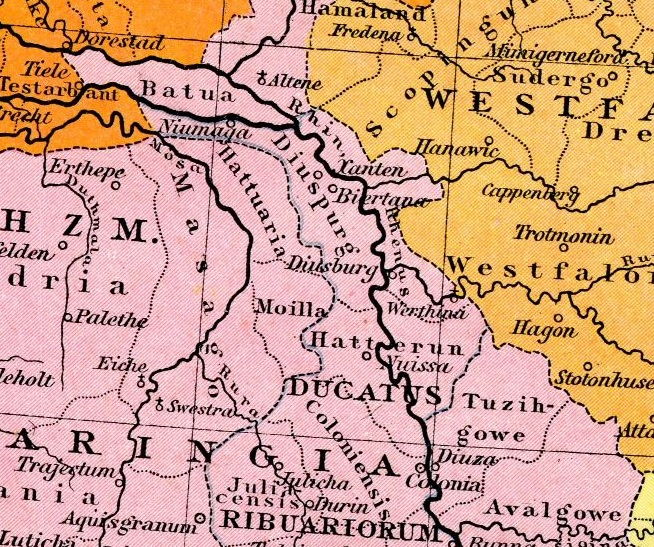
Diuspurggau (hier fälschlicherweise auch linksrheinisch)

Der Ruhrgau, auch Duisburggau genannt, war ein mittelalterlicher fränkischer Gau am Niederrhein und Unterlauf der Ruhr. Der Ruhrgau wird fälschlicherweise häufig mit dem Rurgau verwechselt.
Zum Ruhrgau gehörten die Gebiete der heutigen Städte Essen, Duisburg und Mülheim an der Ruhr, also das rechte Ufer des Rheins mindestens von der Mündung der Düssel bis zur Mündung der Ruhr, an der die Stadt Duisburg lag. Er wurde eingerichtet, nachdem die Franken die Sachsen unterworfen hatten, und dabei offenbar dem rechtsrheinischen Teil Ripuariens zugeschlagen. Südlich schloss sich der ebenfalls ripuarische Deutzgau an, linksrheinisch der zum hatturarischen Komitat gehörenden Gilde-/Keldagau um das ehemalige Kastell Gelduba in Krefeld-Gellep an. Im Norden und Osten grenzte der Ruhrgau an den zum Stammesherzogtum Sachsen gehörenden Westfalengau. 
Der Namenswechsel von Ruhrgau zu Duisburggau findet nach Nonn eine Erklärung in der gewachsenen Bedeutung der Reichsstadt Duisburgs seit dem 10. Jahrhundert, die nach dem Normanneneinfall 883/884 wieder einen wirtschaftlichen Aufschwung nahm.
In der neueren Forschung wird der Ruhrgau inzwischen als Teil eines großen, gräflichen Amtsbezirks zwischen Ruhr, Rhein und Wupper verstanden, dem der Name Duisburg-Kaiserswerther Grafschaft gegeben wurde. 
Grafen im Ruhrgau waren:
- Otto († nach 918), 904 Graf im Ruhrgau, 912 Graf an der mittleren Lahn, Bruder König Konrads I.; (Konradiner)
- Erenfried II., 942/966 bezeugt, † vor 970, 942 Graf im Zülpichgau, 945 Graf im Bonngau, 950 Graf im Ruhrgau/Keldachgau, 946/959 Graf in der Grafschaft Huy (Ezzonen)
- Gerhard Flamens, † 1082, Graf im Ruhrgau 1057, Graf im Hattuariergau 1067
- Hermann II. von Lothringen, Pfalzgraf von Lothringen 1061–1085, Graf im Ruhrgau und Zülpichgau, Graf von Brabant
- Bernher, erwähnt 1093 und 1115